# Tolken (Öxnevalla socken, Västergötland)
Tolken är en sjö i Marks kommun i Västergötland och ingår i Viskans huvudavrinningsområde. Sjön är 30 meter djup, har en yta på 7,51 kvadratkilometer och befinner sig 62,1 meter över havet. Sjön avvattnas av vattendraget Slottsån (Torestorpsån).

## Delavrinningsområde
Tolken ingår i det delavrinningsområde (636763-130914) som SMHI kallar för Utloppet av Tolken. Medelhöjden är 107 meter över havet och ytan är 48,4 kvadratkilometer. Räknas de 8 avrinningsområdena uppströms in blir den ackumulerade arean 253,44 kvadratkilometer. Slottsån (Torestorpsån) som avvattnar avrinningsområdet har biflödesordning 2, vilket innebär att vattnet flödar genom totalt 2 vattendrag innan det når havet efter 59 kilometer. Avrinningsområdet består mestadels av skog (66 %) och jordbruk (10 %). Avrinningsområdet har 7,58 kvadratkilometer vattenytor vilket ger det en sjöprocent på 15,6 %.